# Полтавський академічний обласний театр ляльок
Полта́вський академі́чний обласни́й теа́тр ляльо́к — обласний театр ляльок у місті Полтаві.
Директор установи — Вітряк Тетяна, головний художник — Козуб Віктор Михайлович, художник–постановник —Заслужений художник України Василь Безуля.

## Історія
Полтавський обласний театр ляльок заснований 1938 року. Ідея створення в Полтаві театру для дітей з'явилась у першого його директора М. Заславського. Реалізувати її виявилось нелегко, ось як про це й перші кроки творчого колективу згадував його засновник:
|  | «Виникло багато питань по створенню театру: де брати п’єси, ляльки, декорації. За допомогою я звернувся в Республіканський театр ляльок. Там мене познайомили з М. Тобілевич, яка дуже допомогла в організації нашого театру. Художник Р. Марголіна зробила ескізи декорацій і ляльок до першої вистави. Київські товариші рекомендували професіоналів-лялькарів Івана та Ларису Пронічевих. 26 вересня 1938 року ми отримали колишнє приміщення книжкового магазину по вулиці Європейська, 21. 29 жовтня 1938 року театр показав першу виставу «Іван та Воля» Є. Яворського». |

Перша будівля театру ляльок у Полтаві

Першим режисером і художнім керівником театру стала артистка Республіканського театру ляльок — Зіна Пігулович. У перший рік роботи новоствореного творчого колективу були поставлені такі постановки як: ««Чарівна ялинка», «Троє поросят», «Гусеня». Серйозним здобутком у творчості молодого театру стали вистави за класичними творами — «Запорожець за Дунаєм» Семена Гулака-Артемовського та «Коза-Дереза» Миколи Лисенка.
Розвиткові закладу сприяло поповнення творчого складу новими молодими акторами: Л. Костенко, Н. Холодій, С. Розенгурт, Г. Никоненко, В. Лукашевич, А. Даниско, Л. Литвин, М. Долуда–Кондратьєва, Ю. Кондратьєв.
Німецько-радянська війна застала колектив Полтавського театру ляльок у Лубнах, де він перебував на гастролях. Заклад було розформовано, відтак діяльність на час бойових дій припинено.
Після звільнення Полтави від німецько-фашистських загарбників 1943 року, Полтавський обласний театр ляльок поновив свою роботу. Спочатку — при обласній філармонії, а в грудні 1944 року — починає працювати самостійно. Деякий час театр містився за адресою: провулок Гончарний, 10, а у листопаді 1946 року обласний виконком передає театрові приміщення дитячої бібліотеки при школі № 1 по вулиці Ванцетті, 8.
У повоєнний час директором театру став Михайло Золотарьов, а режисером і художнім керівником актриса театру Лідія Костенко. У цей час працювали талановиті художники Корній Посполітак (1945—57 роки) і заслужений працівник культури УРСР Є. Орлова (1957—82 рр.), актори Л. Широкова, О. Трафимюк, В. Маренич, О. Гресь.
1960 року театр нарешті отримав стаціонарне приміщення. А у вересні наступного, 1961 року, після капітального ремонту, заклад відсвяткував вводини у приміщенні по вулиці Жовтневій, 16. У цей період «обличчям» театру є актори Діна Карюк, Лідія Широкова, Галина Нестеренко, Микола Борисов, Юлій Кондратьєв, Алла Дубова, Олександр Неласий, Катерина Бугайчук, Кіра Гутиря, Віктор Чернявський. У театрі ставляться нові постановки й творчі заходи (зустрічі, свята), колектив активно гастролює (винятково в СРСР).
Починаючи від 1978 року директором Полтавського обласного театру ляльок є С. Ніколаєва.
Значною подією цього періоду стало зведення й відкриття 22 березня 1983 року по вулиці Пушкіна (нині вул. Юліана Матвійчука) нового просторого, спеціально обладноного приміщення «Казковий палац» для Полтавського обласного театру (перша така будівля в Україні).
У 1985—91 роки театром керує П. Рямов. Із закладом працюють такі театральні корифеї як народний артист України В. Мірошниченко та заслужений артист України В. Кашперський.
1990 року колектив Полтавського театру ляльок нагороджений обласною премією ім. П. Артеменка. У цьому ж році творчий колектив (уперше за час свого існування) відбуває з гастролями за кордон (до Польщі).
Від 1991 року директором театру був заслужений працівник культури України В. Пилипенко, а від 1992 року головним режисером закладу став заслужений артист України О. Поляк. У 1997—99 рр. театр брав участь у Міжнародному фестивалі «Бєлгородська забава» та Міжнародному фестивалі в місті Тегерані (Іран).
Від 2002 року на посаді директора Полтавського обласного театру ляльок Ірина Чернікова.
Згідно з Наказом Міністерства культури і туризму України від 12 листопада 2009 театрові присвоєно статус академічного, відтоді офіційна назва закладу — Полтавський академічний обласний театр ляльок.

## Сучасний репертуар і діяльність
У 2000-ні роки репертуар Полтавського обласного театру ляльок поповнився такими виставами як: «Різдвяна Ніч», «Тигреня Петрик», «Крила для Дюймовочки», «Русалонька», «Лісова пісня», «Антигона», «Пан Коцький», і в наш час[коли?] сучасна (2009 рік) афіша містить у собі 18 вистав для дітей і 2 для дорослих.
Театр постійно бере участь у гастролях, театральних заходах, у тому числі і фестивалях, організовує своїми силами різноманітні творчі зустрічі й культурні заходи. З гастролями Полтавський обласний театр ляльок виїздив до Сербії, Білорусі, Росії, Німеччині, Китаю, Польщі, Литви, Туреччини, Тунісу.

## Виноски
1. ↑  Про театр [Архівовано 9 грудня 2009 у Wayback Machine.] на Вебсторінка Полтавського обласного театру ляльок
2. ↑  Полтавський театр ляльок // Полтавщина : Енцикл. довід.., К.: УЕ, 1992, стор. 776
3. ↑  Історія театру [Архівовано 2009-09-14 у Wayback Machine.] на Вебсторінка Полтавського обласного театру ляльок
4. ↑  У Полтавському обласному ляльковому театрі цього дня свято – йому присвоїли статус академічного[недоступне посилання] // новина за 15 грудня 2009 року на Полтавська телевізійна студія «Місто» [Архівовано 2010-01-09 у Wayback Machine.]
5. ↑  Вистави [Архівовано 12 грудня 2009 у Wayback Machine.] на Вебсторінка Полтавського обласного театру ляльок (рос.)